# Cảnh quan khảo cổ Sassanid của vùng Fars
Cảnh quan khảo cổ Sassanid của vùng Fars (tiếng Ba Tư: چشم‌انداز باستان‌شناسی ساسانی منطقه فارس) là một Di sản thế giới của UNESCO bao gồm 8 địa điểm thời kỳ Nhà Sassanid, nằm ở phía đông nam của tỉnh Fars, Iran.

## Địa điểm
| Site                           | Image | Location                                                |
| ------------------------------ | ----- | ------------------------------------------------------- |
| Qal'eh Dokhtar                 |       | Firuzabad 28°55′15″B 52°31′48″Đ / 28,92083°B 52,53°Đ    |
| Tượng đài chiến thắng Ardashir |       | Firuzabad 28°55′0″B 52°32′15″Đ / 28,91667°B 52,5375°Đ   |
| Tượng đài chiến thắng Ardashir |       | Firuzabad 28°54′36″B 52°32′27″Đ / 28,91°B 52,54083°Đ    |
| Ardashir Khurreh               |       | Firuzabad 28°51′8″B 52°31′57″Đ / 28,85222°B 52,5325°Đ   |
| Cung điện Ardashir             |       | Firuzabad 28°53′53″B 52°32′21″Đ / 28,89806°B 52,53917°Đ |
| Thành phố Bishapur             |       | Bishapur 29°46′39″B 51°34′14″Đ / 29,7775°B 51,57056°Đ   |
| Hang Shapur                    |       | Bishapur 29°48′25″B 51°36′47″Đ / 29,80694°B 51,61306°Đ  |
| Cung điện Sarvestan            |       | Sarvestan 29°11′44″B 53°13′52″Đ / 29,19556°B 53,23111°Đ |